# Муца (Лоди)
Муца је насеље у Италији у округу Лоди, региону Ломбардија.
Према процени из 2011. у насељу је живело 41 становника. Насеље се налази на надморској висини од 83 м.